# Théophanô Martinakia
Théophanô Martinakia (en grec : Θεοφανώ), décédée le 10 novembre 893 était une impératrice byzantine, femme de l'empereur Léon VI le Sage. Elle est vénérée comme une sainte par l'Église orthodoxe orientale.

## Famille
Née vers 866-867, elle est une fille de Constantin Martinakios et de sa femme Anna. Sa famille, les Martinakis, était liée à la dynastie amorienne, qui gouverna l'Empire Byzantin de 820 à 867.
Les chroniques Théophane continué, dont les récits constituent une suite de celles écrites par Théophane le Confesseur et qui ont pour objet le règne de Constantin VII, font mention d'un possible ancêtre ayant vécu pendant le règne de l'empereur Théophile qui régna de 829 à 842. Selon ces chroniques, il existait en effet à l'époque un membre de la famille Martinakis qui était lié par le mariage à l'empereur Théophile. Une prophétie prédisait alors qu'un membre de la Martinakis régnerait un jour sur l'Empire Byzantin. En réaction à ces rumeurs, l'empereur Théophile força ce membre de la famille Martinakis à se faire moine et à convertir sa maison en un monastère.
L'historien Christian Settipani souligne que la famille Martinakis pourrait partager une ascendance commune avec la dynastie amorienne, ce qui aurait permis aux descendants de la famille de prétendre au trône. Il suggère que cette relation aurait pu se faire par le biais de l'une des sœurs du fondateur de la dynastie, Michel II. Les sources sont les origines de la dynastie sont floues.

## Impératrice

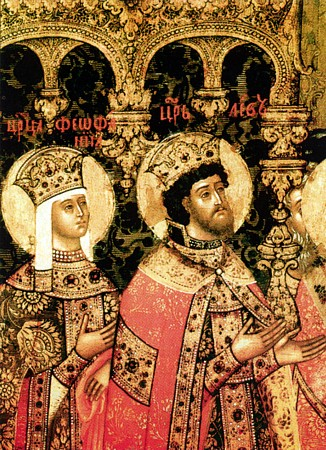
Théophanô et Léon VI le Sage.

Les chroniques de Syméon Métaphraste indiquent que le mariage de Léon VI le Sage et de Théophanô aurait eu lieu au cours de la seizième année du règne de Basile Ier (vers 883). Basile était le père de Léon VI par le biais d'Eudocie Ingérina. Cependant, Eudocie était la maîtresse de son prédécesseur, l'empereur Michel III qui est considéré comme le père naturel du prince.
Dans tous les cas, le mariage de Léon VI et de Théophanô fut organisé à l'initiative de l'empereur Basile Ier, contre l'avis de Léon VI. La relation compliquée entre le père et fils auraient joué un rôle dans l'échec de ce mariage. Lorsque l'empereur Basile Ier mourut le 29 août 886, Léon VI le Sage lui succéda sur le trône et sa femme Théophanô devint impératrice.
Durant sa jeunesse, Théophanô avait suivi des études religieuses, ce qui influença profondément son action en tant qu'impératrice. L'impératrice était profondément attachée à ses convictions religieuses. Selon la tradition byzantine de l'hagiographie à son sujet, Théophanô consacrait la plupart de ses journées à prier ainsi qu'à écrire des psaumes et des hymnes à Dieu. Elle serait à l'origine de la construction d'un monastère consacré à la sainte Anastasie d'llyrie (Hagia Anastasia Pharmacolytria) dans la péninsule de Chalcidique (au nord de la Grèce).
L'historien byzantin Syméon indique que Léon VI tomba amoureux de Zoé Tzaoutzina au cours de la troisième année de son règne, en 889. Zoé devint la maîtresse de Léon VI avant de remplacer Théophanô aux côtés de l'empereur Léon VI.

## Vie monastique
Délaissée par Léon, Théophanô se retira dans un monastère situé dans le quartier des Blachernes à Constantinople au cours de la septième année de son règne (vers 893). Que cette décision ait été volontaire ou non (Théophane et Syméon sont assez vagues à ce sujet), elle semble être le reflet de sa dévotion à l'Église, une dévotion qu'elle garda tout au long de sa vie. Zoé la remplaça aussitôt au palais et dans ses obligations à la cour impériale.
Le statut de Théophanô entre 893 et 897 fait l'objet de contradictions dans les sources existantes. Selon l'historien byzantin Syméon, le mariage de Léon VI et Théophanô aurait été officiellement annulé en 893, ce qui aurait permis à Léon et Zoé de se marier l'année suivante en 894. Les chroniques de Théophane continué affirment au contraire que leur mariage était encore valable, et que Zoé avait uniquement le statut de maîtresse royale.

## Mort et canonisation
Théophanô mourut dans son monastère le 10 novembre 897. Selon Théophane, Léon et Zoé auraient alors organisé leur mariage. Les chroniqueurs Syméon et Théophane s'accordent à dire que Zoé aurait été couronnée impératrice et Augusta uniquement à la mort de Théophanô.
Théophanô fut glorifiée (canonisée en tant que sainte) après sa mort par l'Église Orthodoxe. Elle est fêtée le 16 décembre dans le calendrier de l'Église orthodoxe orientale. Après sa mort, son mari fit construire une église dans l'intention de le lui consacrer. Face à l'interdiction de pouvoir le faire, il décida de le dédier à « Tous les Saints », de sorte que, comme sa femme faisait partie des justes, elle pourrait ainsi également être honorée chaque année lors du jour qui lui est consacré dans le calendrier des saints. Selon la tradition chrétienne, c'est Léon VI le Sage qui fit en sorte que le dimanche suivant la Pentecôte, ne soient plus célébrés uniquement les martyrs mais à tous les saints de manière générale, qu'ils soient martyrs ou non.

## Enfants
D'après le recueil De Ceremoniis écrit par Constantin VII, Léon VI et Théophanô n'avaient qu'une seule fille, nommée Eudoxie, probablement morte à un âge précoce, et qui fut enterrée dans l'Église des Saints-Apôtres avec son père et sa mère.

## Sources
- (en) Cet article est partiellement ou en totalité issu de l’article de Wikipédia en anglais intitulé « Theophano, wife of Leo VI » (voir la liste des auteurs).
- Lilie, Ralph-Johannes; Ludwig, Claudia; Pratsch, Thomas; Zielke, Beate (2013). Prosopographie der mittelbyzantinischen Zeit Online. Berlin-Brandenburgische Akademie der Wissenschaften. Nach Vorarbeiten F. Winkelmanns erstellt (en Allemand). Berlin et Boston: De Gruyter.